# Oberscheinfeld
Oberscheinfeld település Németországban, azon belül Bajorországban. Lakosainak száma 1129 fő (2023. december 31.).

## Népesség
A település népessége az elmúlt években az alábbi módon változott:
| Lakosok száma | 443  | 496  | 1217 | 1205 | 1190 | 1168 | 1135 | 1159 | 1107 | 1129 |
|               | 1875 | 1950 | 1975 | 1987 | 2012 | 2014 | 2016 | 2017 | 2021 | 2023 |